# Orientalizm
Orientalizm (z łac. orientalis – „wschodni”) – szczególnie utrwalona w kulturze Zachodu forma egzotyzmu polegająca na uzewnętrznieniu i akcentowaniu w tworach kultury fascynacji kulturami Wschodu, szczególnie hinduską, japońską, arabską, perską, chińską.

## Opis
Orientalizm występował czasem już w kulturze starożytnej. W kulturze średniowiecza, gdy Daleki Wschód był słabo znany, uznawano go za bajeczną krainę szczęśliwości i dostatku – w takiej postaci Wschód przedstawiony jest szczególnie często w romansie średniowiecznym, a także w epoce barokowej.
Nową postać zainteresowanie Wschodem zyskało w literaturze oświecenia. Wschód służył w niej często jako „zwierciadło” cywilizacji Zachodniej – widać to np. w Listach perskich Monteskiusza, powiastkach Woltera, twórczości Jana Potockiego. Ponadto liczne prądy i motywy orientalne w sztuce, literaturze i zdobnictwie (np. chinoiserie) stanowiły w kulturze oświecenia element preromantyczny.
Druga połowa XVIII wieku przyniosła, szczególnie w Niemczech, szybki rozwój orientalistyki i zainteresowania Wschodem. Powstały też liczne przekłady z literatur orientalnych. Rozwój wiedzy o cywilizacjach Wschodu przyczynił się do powstania fali orientalizmu w literaturze romantycznej. Orientalność umożliwiała kreację pożądanych przez romantyków walorów literackich – niepospolitego bohatera, lokalnego kolorytu, bajecznego, odmiennego, tajemniczego i nieznanego świata. Obok ludowości orientalizm stał się jednym z podstawowych atrybutów literatury romantycznej (w tzw. „romantyzmie niskim” nabierając cech sztafażu), znajdując wyraz w krytyce literackiej Friedricha Schlegla i w twórczości najwybitniejszych pisarzy epoki – Goethego (np. Dywan Wschodu i Zachodu), Byrona (np. Giaur), Wiktora Hugo, w literaturze polskiej Mickiewicza (np. Sonety krymskie) i Słowackiego (np. Ojciec zadżumionych).
W epoce wiktoriańskiej szczególnie silne w kulturze europejskiej były motywy indyjskie – Indiami interesowali się Schopenhauer, Nietzsche, Deussen. Wzmogły się one znacznie w okresie modernizmu i symbolizmu, łącząc się ze spirytualizmem i ezoteryzmem. W tym samym okresie po raz pierwszy wielką popularność zdobyła sobie kultura japońska. W literaturze polskiej przełomu XIX i XX w. orientalizm widoczny jest szczególnie mocno w twórczości Leśmiana, Antoniego Langego, Wincentego Koraba-Brzozowskiego, Wacława Rolicz-Liedera i Micińskiego.

## Główni przedstawiciele

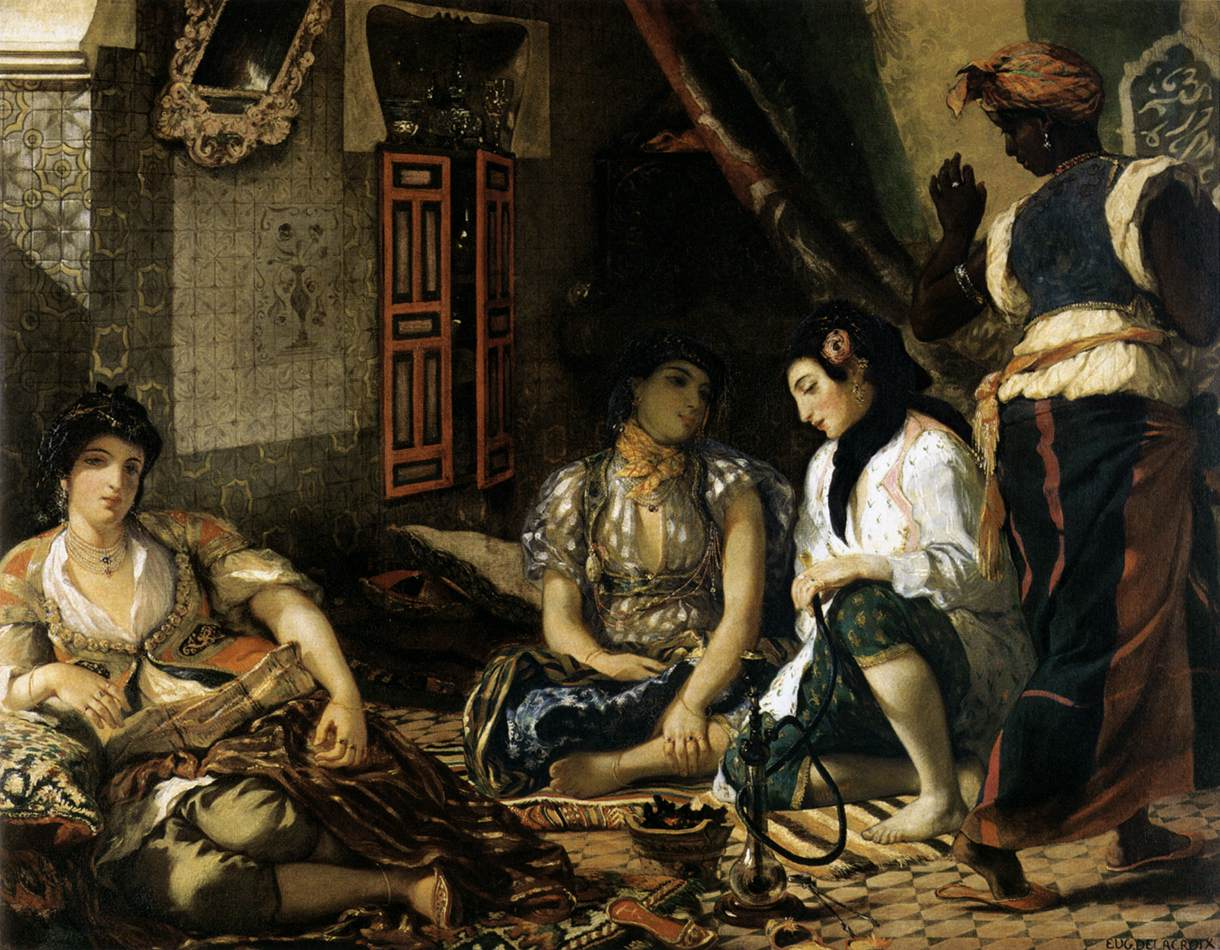
Eugène Delacroix, Algierskie Kobiety (1834)

Za jednego z najważniejszych badaczy tego tematu uważa się Edwarda Saida. W 1978 roku opublikował on książkę „Orientalizm”. Jednym z fundamentów jest założenie istnienia trwałego podziału na „Zachód” i „Wschód”, czyli na „nas” i „ich”. Opiera się on przeświadczeniu o wyższości Europy i zacofaniu „Orientu”. Opozycja ta jest podtrzymywana przez instytucje i kulturę. Akademia, organizując studia orientalistyczne przekazuje wiedzę i tę określoną wizję świata, przez co utrzymuje się ten podział.
Pozostałymi przedstawicielami tej teorii są między innymi James Clifford i Michael Foucault. Według nich dyskursy zawsze są wytwarzane przez dominujące systemy społeczne. Wytwarzanie dyskursu jest związane z kontrolowaniem i selekcjonowaniem wiedzy. Próba poznania Orientu jest więc zapośredniczona w dychotomii i powstaniem terminu „Innych”. Nie są oni odpowiednio reprezentowani i są postrzegani w sposób stereotypowy.
Rozwój koncepcji orientalizmu znacząco przyczynił się do dalszego rozwoju teorii postkolonialnej.

## Orientalizm w sztuce
Główną ramą analizy sztuki w kontekście orientalizmu jest sposób ukazania postaci. Fascynacja egzotyką jest widoczna w malarstwie od XVIII wieku. Szczególnie widoczne było w późnym baroku i rokoko gdzie popularne były portrety w strojach tureckich oraz sceny haremowe. Za przedstawicieli tego stylu można uznać artystów takich jak: Charlesa Van Loo, François Boucher, Francesco Guardi. Warto zwrócić, że przedstawienie było często oparte tylko i wyłącznie na własnym wyobrażeniu i nie było poparte rzeczywistą podróżą.
Szczególną uwagę należy również zwrócić na przedstawienie kobiet. Są one często ukazane w kontekście sensualnym lub stricte erotycznym. Przykładami tego mogą być prace: Algierskie Kobiety (1834) Eugène Delacroix oraz Wielka odaliska (1814) i Łaźnia Turecka (1862) autorstwa Jean Auguste Dominique Ingres.